# 休斯敦唐人街

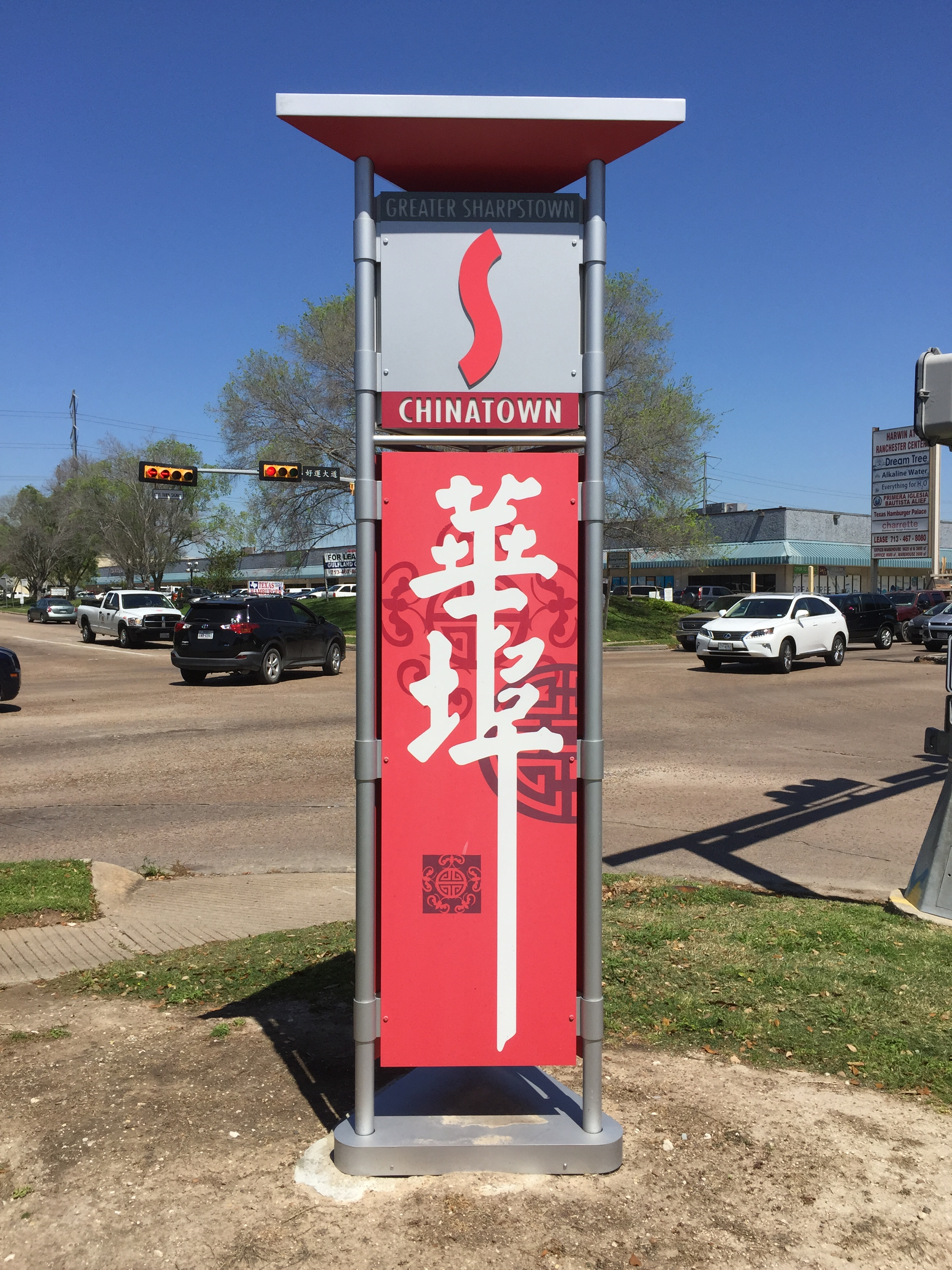
休斯敦唐人街华埠标志

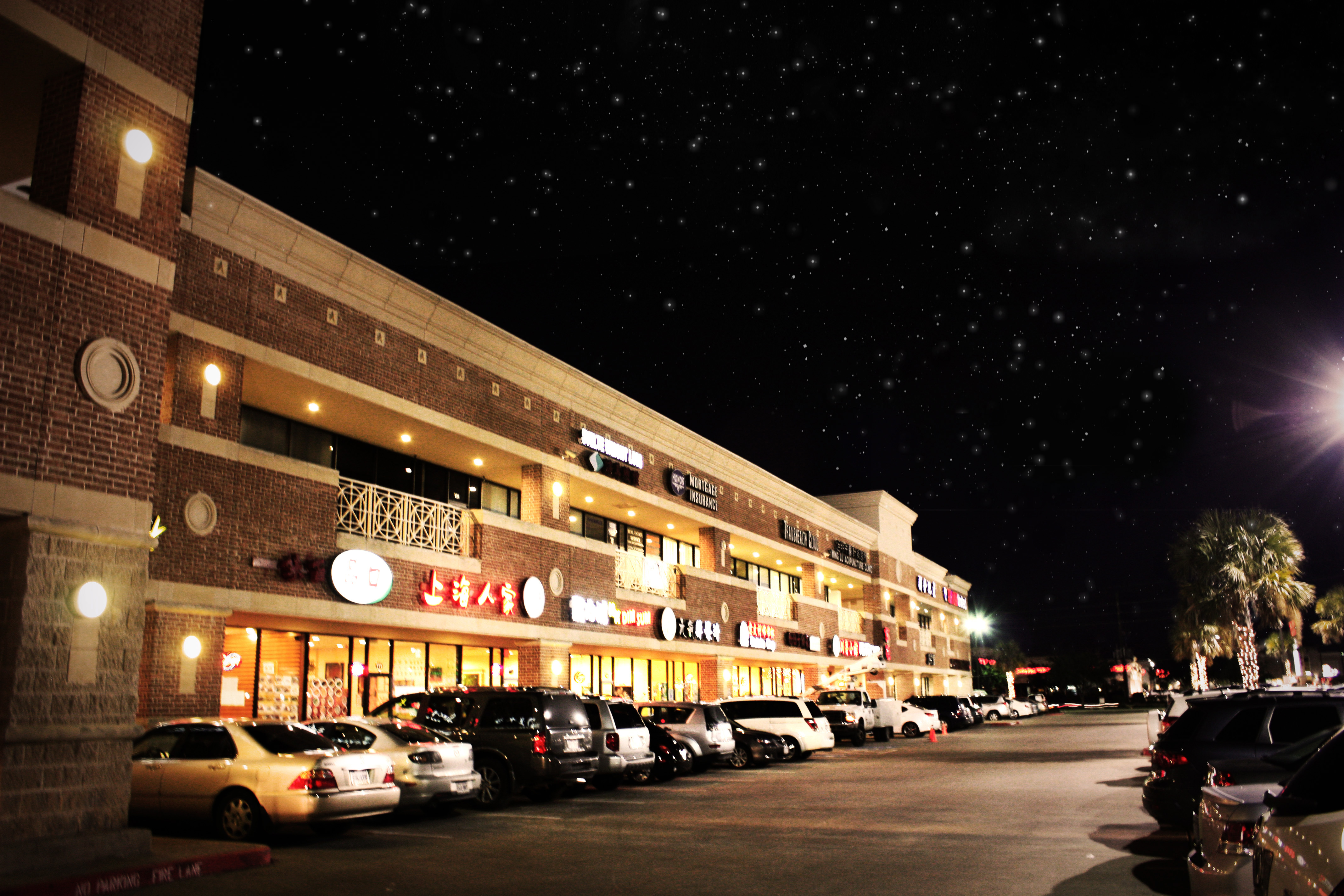
休斯敦唐人街

 休斯敦唐人街华埠，是美国德克萨斯州休斯顿西南部的一个社区，新中国城的第一家公司在1983年开业。 在1990年代，休斯敦的商业区正在重新开发，于是附近楼价开始上升，同时也影响到商业区东端的“旧中国城”，由于中国城现在那个地方的楼价很便宜，所以不少美国的亚裔创业者都把阵地从“旧中国城”转移到那里去，于是新的中国城从那时起就开始扩张。